# Blaník
Blaník est une montagne de la Tchéquie, située dans la région de la ville de Vlasim dépendante du district de Benešov. Elle s'élève à 638 mètres au-dessus du niveau de la mer et est entourée d'une petite réserve naturelle.

## Histoire

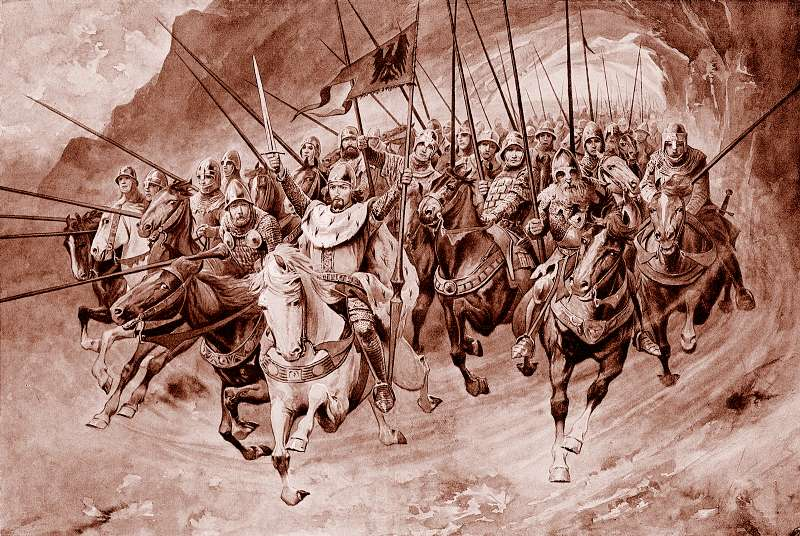
Venceslas Ier de Bohême et ses chevaliers légendaires de la montagne Blaník. Illustration de Věnceslav Černý pour les Contes de la vieille Bohême d'Alois Jirásek (1898).

L'histoire de cette montagne est associée à une ancienne légende. La légende dit qu'une grande armée de chevaliers tchèques, dirigée par Saint Wenceslas, dort à l'intérieur de la montagne. Les chevaliers se réveillent pour aider la patrie lorsqu'elle est en grand danger. Selon la légende, il y aura des signes : les arbres de la forêt de Blanik deviendront secs, mais le vieux chêne mort sous la montagne reverdira et une petite source émergeant de la montagne deviendra une rivière. Puis, au cours d'une bataille épique entre les Tchèques et leur ennemi écrasant, les chevaliers de Blanik viendront à leur aide, menés par Saint Venceslas sur son cheval blanc. L'ennemi se retirera à Prague où il sera finalement vaincu.
Selon la légende, le bon roi Venceslas et ses chevaliers sortiront de leur sommeil lorsque les Tchèques seront attaqués par quatre armées ou plus (des quatre points cardinaux).
Il s'agit manifestement d'une pure légende puisqu'en 1968, à la fin du Printemps de Prague, la Tchécoslovaquie a été attaquée par cinq armées du Pacte de Varsovie et « pas une seule jambe n'a bougé à Blanik ».
En raison de la grande importance de la montagne pour la nation tchèque, Bedřich Smetana a donné au sixième et dernier poème symphonique de son cycle Má Vlast (Ma patrie), le titre Blaník. Leoš Janáček a créé en 1920 la Ballade de Blaník (en tchèque : Balada blanická), un poème symphonique pour un orchestre.
Le peintre Julius Mařák et l'écrivain Alois Jirásek ont également repris dans leurs œuvres la légende du mont Blaník et des chevaliers-héros qui y dorment.
L'artiste amateur et tailleur de pierre à ses heures perdues Stanislav Rolínek (1902-1931) a réalisé dans les années 1920 quelques sculptures souterraines en grès des légendaires chevaliers dormants de Blaník (en tchèque : jeskyně Blanických rytířů) à 60 kilomètres à l'est d'ici, dans le village morave de Rudka près de Kunštát, avec le soutien du maire de Kunštát, František Burian, mort en 1943. La salle de piquet (salle de garde) des chevaliers souterrains qui s'y trouvait devint une attraction touristique interrégionale. L'œuvre de Rolínek resta inachevée en raison de son décès prématuré dû à la tuberculose.

## Tour d'observation

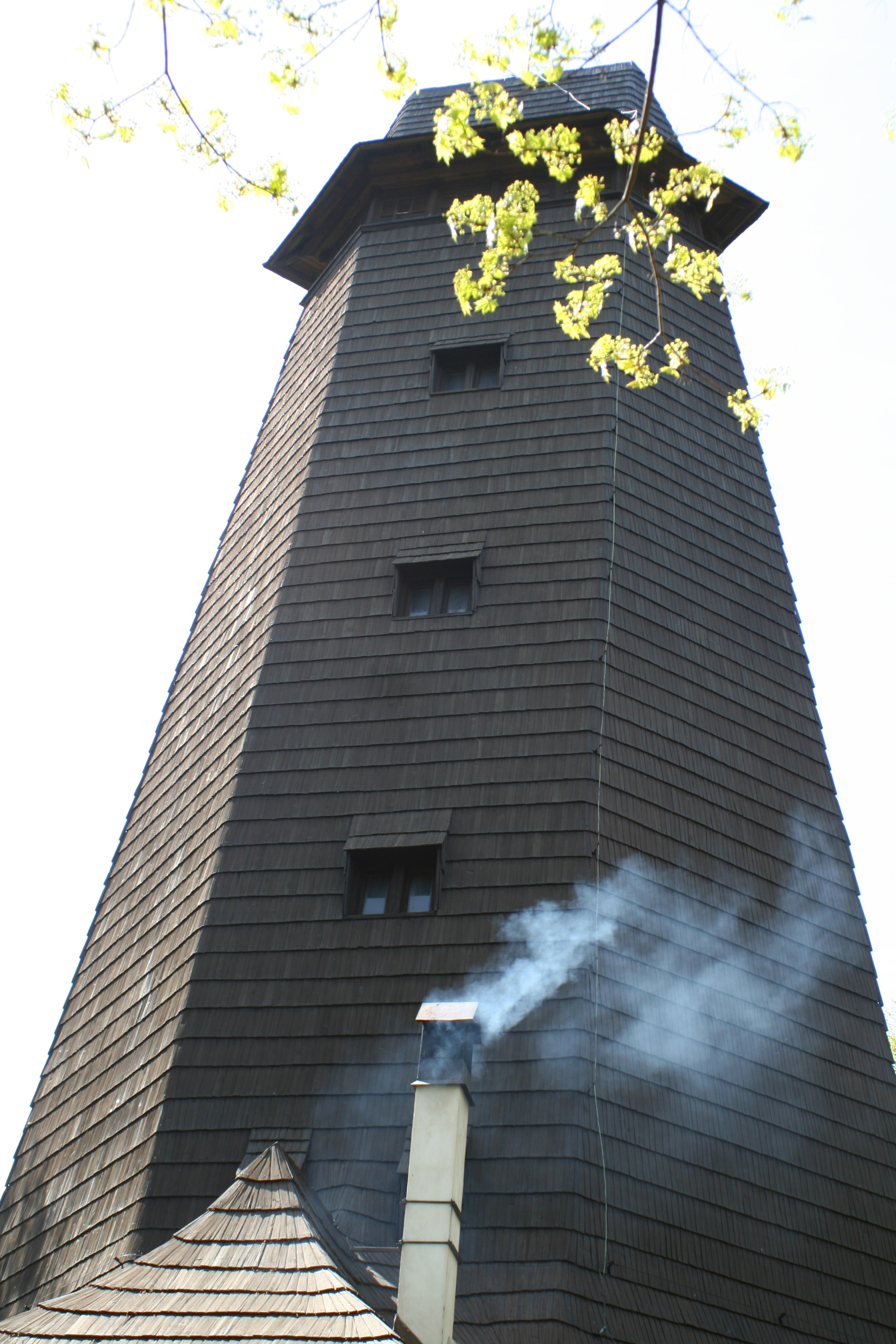
Tour d'observation sur le Grand Blaník.

Sur la montagne se trouve une tour d'observation en bois (hauteur 30 mètres), construite au début des années 1940. Elle a la forme d'une tour hussite. Au même endroit se trouvait auparavant une tour panoramique datant de 1895. La vue s'étend sur la majeure partie de la Bohême, parfois jusqu'à la Šumava. Au pied ouest du Velký Blaník coule la petite rivière Blanice.

## Astéroïde
L'astéroïde (7498) Blaník porte le nom de la montagne.